# Ninetta-Walzer
Ninetta-Walzer (Valzer di Ninetta) op. 445, è un valzer di Johann Strauss II.
Dopo il fallimento inequivocabile della sua prima e unica opera lirica, Ritter Pásmán (1892), Johann Strauss si trovò ancora una volta costretto a tornare, costretto da motivi finanziari, a lavorare su di una "odiata operetta", come scrisse a suo fratello Eduard nell'autunno 1892.
L'operetta in questione era Fürstin Ninetta (Principessa Ninetta), ad opera dei due librettisti Julius Bauer e Hugo Wittmann. Numerose lettere del compositore inviate in quei mesi ad altrettanti suoi amici lasciavano ben trasparire le poche speranze di Strauss verso quel lavoro che egli stesso definì "racconto sventato e ampolloso".
Il giorno della prima di Fürstin Ninetta al Theater an der Wien, il 10 gennaio 1893, così scrisse Strauss ad Adolf Müller, che avrebbe diretto la prima rappresentazione del lavoro:
(Johann Strauss)
Contro ogni aspettativa di Strauss, la prima di Fürstin Ninetta fu un grande successo, reso ancora maggiore dalla presenza in sala fra il pubblico di quella serata, dell'imperatore Francesco Giuseppe; l'operetta ebbe un totale di settantasei rappresentazioni.
Dei brani orchestrali che Strauss ricavò dalle melodie della sua operetta, il Ninetta Walzer ebbe la sua prima esecuzione nel Redoutensaal del Palazzo dell'Hofburg di Vienna il 21 gennaio 1893 in occasione della cena imperiale organizzata per celebrare l'imminente matrimonio del 24 gennaio fra il duca Alberto di Württemberg (1865 - 1939) e l'arciduchessa Margarethe Sofie (1870-1902), figlia primogenita dell'arciduca Karl Ludwig e sorella dell'arciduca Francesco Ferdinando (assassinato a Sarajevo nel 1914).
Questa prima esecuzione del valzer però, non fu diretta né dal compositore né dal fratello Eduard, bensì da Carl Michael Ziehrer (1843-1922) maestro di cappella del 4º reggimento di fanteria, Hoch-und Deutschmeister.
La prima esecuzione pubblica del nuovo valzer avvenne il giorno dopo, il 22 gennaio, eseguita dalla banda del 19º reggimento di fanteria ad un concerto nel Volksgarten di Vienna. Soltanto il 29 gennaio 1893, diretto da Johann Strauss in persona, il valzer venne eseguito anche dall'Orchestra Strauss ad uno dei concerti del fratello Eduard al Musikverein. Sul programma di quel concerto apparve per la prima volta anche un'altra composizione di Johann Strauss,  la Neue Pizzicato Polka, originariamente scritta per essere eseguita durante i concerti di Eduard ad Amburgo fra aprile e maggio del 1892 e successivamente interpolata nella partitura di Fürstin Ninetta come intermezzo.
La prima sezione di valzer del brano è basata sull'aria Einst träumte mir (Una volta ho sognato), cantata nel terzo atto da Kassim Pasqua (ruolo interpretato alla prima dell'operetta da Alexander Girardi). La melodia principale di questa aria sarà poi ripresa anche da Eduard Strauss nel Blüthenkranz Walzer op. 292 scritto nel 1894 per celebrare il 50 ° anniversario del debutto del fratello come compositore e direttore d'orchestra.